# Marian Keyes
Marian Keyes (Limerick, 1963. szeptember 10. –) az egyik legnépszerűbb kortárs ír regényíró. A görögdinnye és a Lucy Sullivan férjhez megy című könyvek hozták meg neki a világsikert.

## Kezdetek
Limerick-ben született, és Monkstown-ban nevelkedett. A Dublin University-n szerzett jogi diplomat, miután adminisztratív munkába kezdett. 1986-ban Londonba költözött. Ekkoriban alkoholproblémái voltak, és depresszióba süllyedt, amelyek egy öngyilkossági kísérlethez vezettek, amely után Dublinban rehabilitálták.
Már alkoholizmusa alatt elkezdett novellákat írni, amelyet a rehabilitáció után is folytatott Londonban a Poolbeg Pressnél. A kiadó bátorította, hogy írjon regényt. Ekkor kezdett el dolgozni “A görögdinnyén” .
Keyes ma Dún Laoghaireben él férjével. 1995 óta 12 regényt adott ki, és három egyéb művet.

## Művei

### Regények
- Görögdinnye (regény) (Watermelon ), 1995
- Lucy Sullivan férjhez megy (Lucy Sullivan is Getting Married ), 1996
- Rachel's Holiday (1998)
- Utolsó esély szalon (Last Chance Saloon), 1999
- Szusi kezdőknek (Sushi for Beginners ), 2000
- No Dress Rehearsal (2000)
- Angyalok (Angels), 2002
- The Other Side of the Story (2004)
- Nothing Bad ever Happens in Tiffany's (2005)
- Van valaki odaát? (Anybody Out There?) , 2006
- Egy sármos férfi (This Charming man), 2008
- A legfényesebb csillag (The brightest star in the sky), 2009
- The Mystery of Mercy Close (2012 szeptember- várhatóan)

### Nem szépirodalmi kötetek
- Under the Duvet (2001)
- Further under the Duvet (2005)
- Cracks In My Foundation megjelent a Damage Control - Women on the Therapists, Beauticians, and Trainers Who Navigate Their Bodies című kötetben, szerkesztője Emma Forrest (2007)
- Saved by Cake (2012)
- Mercy Close (due for release autumn 2012)

## Magyarul
- Lucy Sullivan férjhez megy; ford. Molnár Edit; Ulpius-ház, Bp., 2002 (Nők lapja regények)
- Szusi kezdőknek; ford. Elekes Dóra; Ulpius-ház, Bp., 2003 (Nők lapja regények)
- Utolsó esély szalon, 1-2.; ford. Molnár Edit; Ulpius-ház, Bp., 2004
- Görögdinnye, 1-2.; ford. Sóvágó Katalin; Ulpius-ház, Bp., 2005
- Van valaki odaát?; ford. Szécsi Noémi; Ulpius-ház, Bp., 2008
- Angyalok; ford. Megyeri Andrea; Ulpius-ház, Bp., 2010
- A legfényesebb csillag; ford. H. Prikler Renáta; Ulpius-ház, Bp., 2011
- Egy sármos úr; ford. Simonyi Ágnes, Sólyom Zsuzsa; Ulpius-ház, Bp., 2012
- Rachel vakációja; ford. Páll Márta; Ulpius-ház, Bp., 2013
- A Mercy Close-i rejtély; ford. Rét Viktória; Ulpius-ház, Bp., 2014
- A nő, aki ellopta az életemet; ford. Rét Viktória; Művelt Nép, Bp., 2016

## Adaptációk

### Televízió
- Lucy Sullivan férjhez megy (film) (1999/2000)
- Görögdinnye (film) (16 April 2003)
- Au Secours J'ai Trente Ans (2004).

## Külső hivatkozások
- Hivatalos oldal
- a Harper Collins oldala
- Readers' Blog (spanyolul)